# Šarkamen
Šarkamen es un pueblo ubicado en la municipalidad de Negotin, en el distrito de Bor, Serbia.

## Superficie
Posee una superficie de 22,46 kilómetros cuadrados.

## Demografía
Hasta 2011 la población era de 299 habitantes, con una densidad de población de 13,31 habitantes por kilómetro cuadrado.